# Jurkovičova rozhledna
Jurkovičova rozhledna se nachází na východním okraji Rožnova pod Radhoštěm. Stojí na Karlově kopci (též Petřekovy stráně) nad Valašským muzeem v přírodě, na kótě 480 m n. m.

## Historie rozhledny
Plány na stavbu rozhledny vytvořil Dušan Jurkovič již roku 1896 pro Turistický spolek ve Valašském Meziříčí.  Měla stát na kopci Brdo v katastru obce Brňov. Přes pokusy o výstavbu v 60. letech minulého století bylo započato se stavbou až v říjnu roku 2010, stavba byla dokončena v prosinci roku 2011. Slavnostní otevření proběhlo 28. dubna 2012. Betonová podezdívka je obložena kamenem, na dřevěné části bylo použito dřevo buku, smrku a jedle. Celkové náklady činily 12,2 mil. korun.

## Přístup
Z parkoviště po zelené turistické značce. Rozhledna je obvykle přístupná od 15. dubna do 15. října, podle klimatických podmínek v daném roce může být ale otevřena i déle.

## Výhled
Kvůli výhledu musela být vykácena část vzrostlých stromů a další kácení je problematické, neboť se rozhledna nachází v 1. zóně CHKO Beskydy s nejvyšším stupněm ochrany. Rozhled je omezen od jihovýchodní po severní stranu. Vidět z ní je západní část obce Hutisko, obec Vigantice, rožnovské části Hážovice, Tylovice, Kramolišov, centrum Rožnova (s kopcem Hradisko na západní straně), severní části Rožnova za řekou Bečvou, obce v západní části Rožnovské brázdy, velká část Valašského muzea v přírodě, městský park, části Rožnova Letná, Rybníčky a část Horních Pasek na severu města.

## Galerie

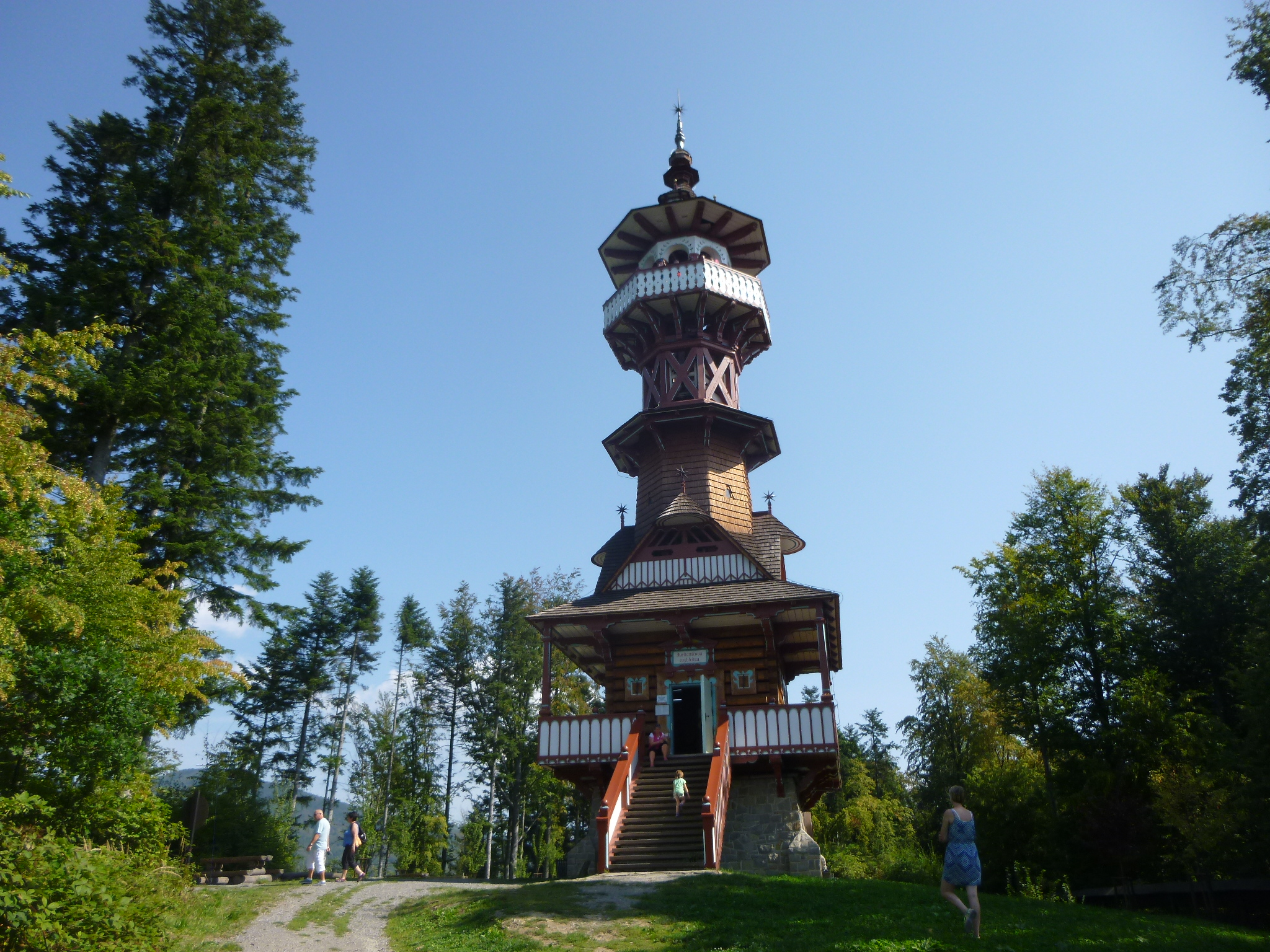
Rozhledna zepředu
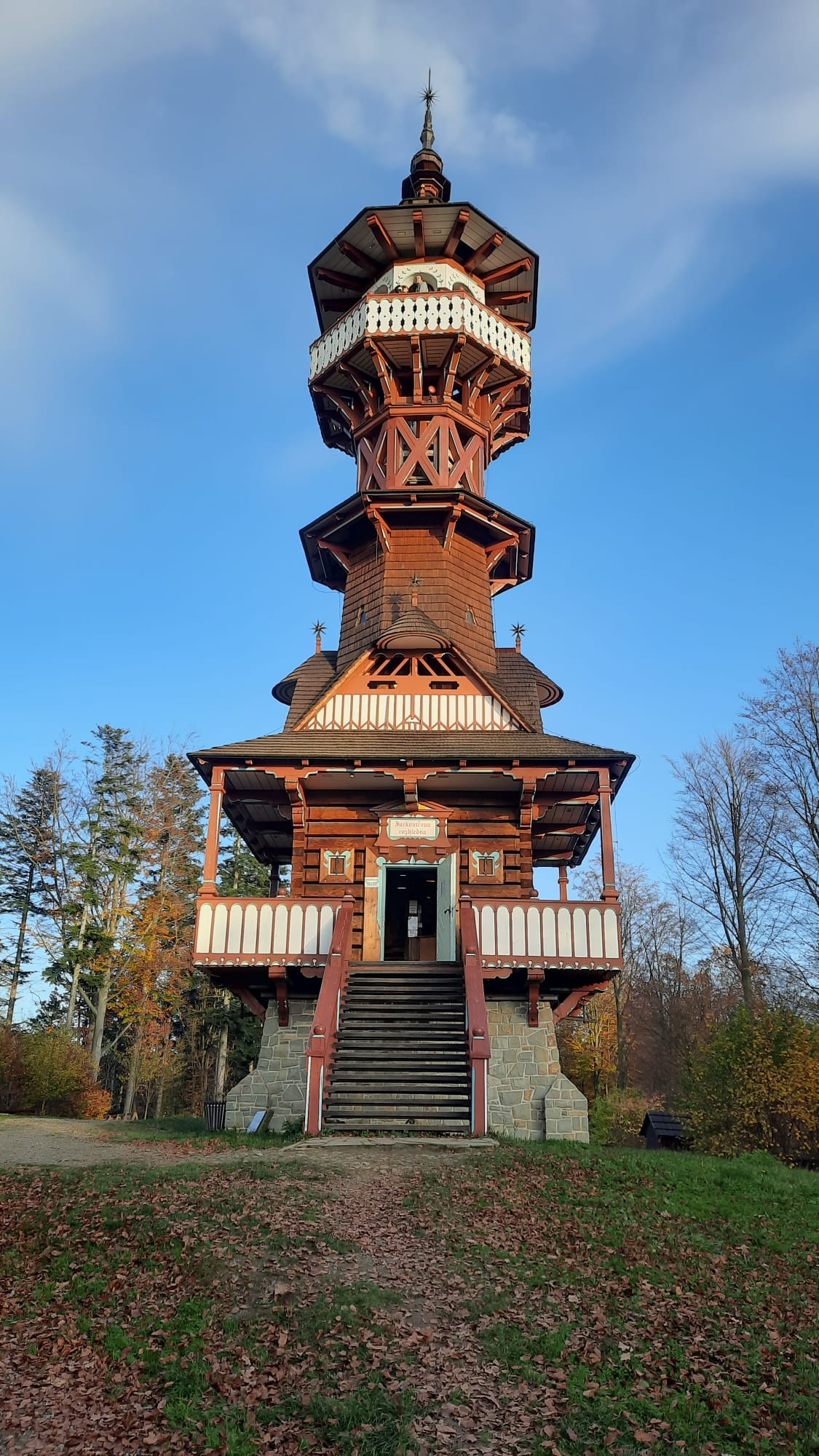
Jurkovičova rozhledna na podzim 2022
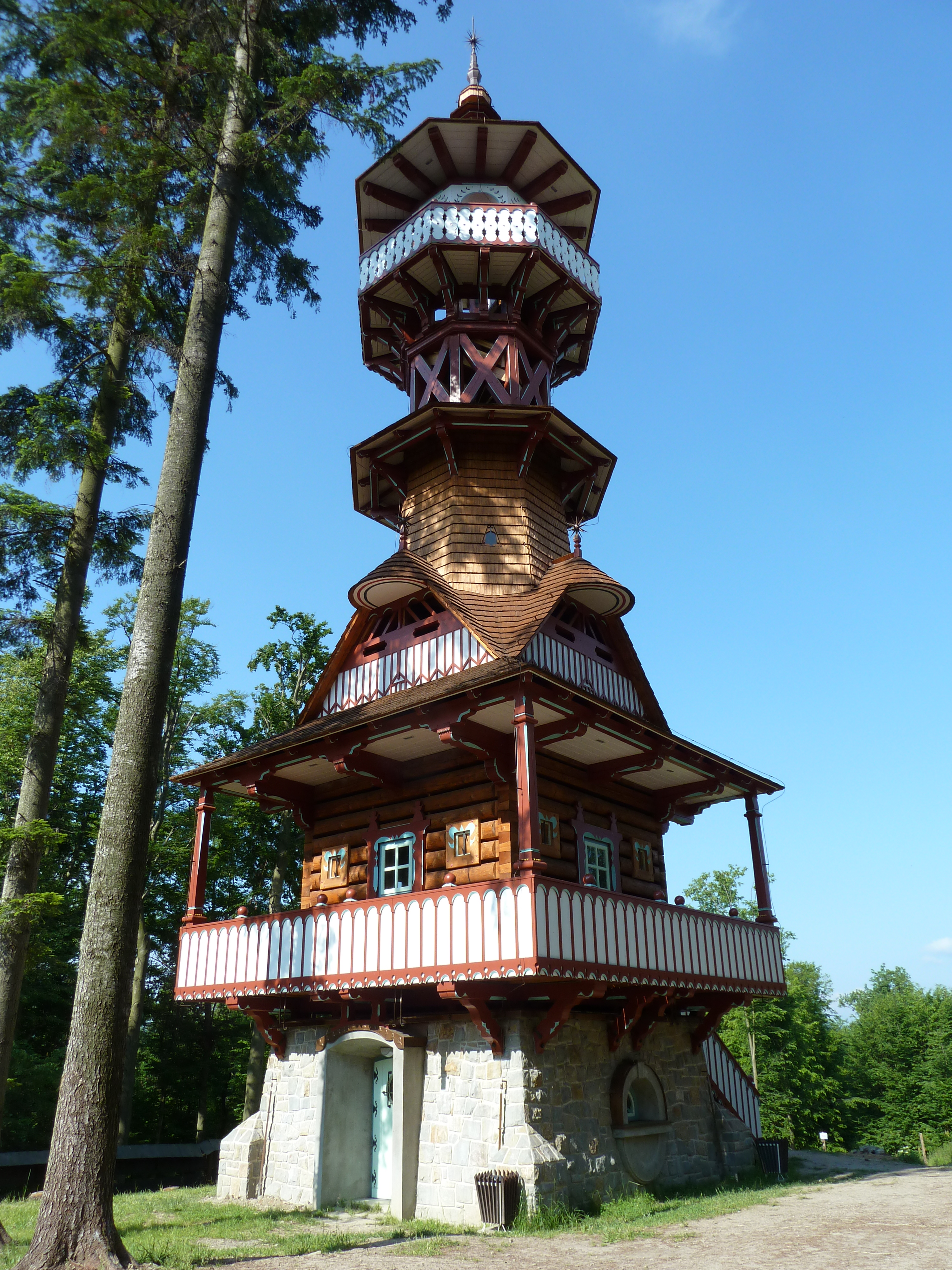
Jurkovičova rozhledna zezadu
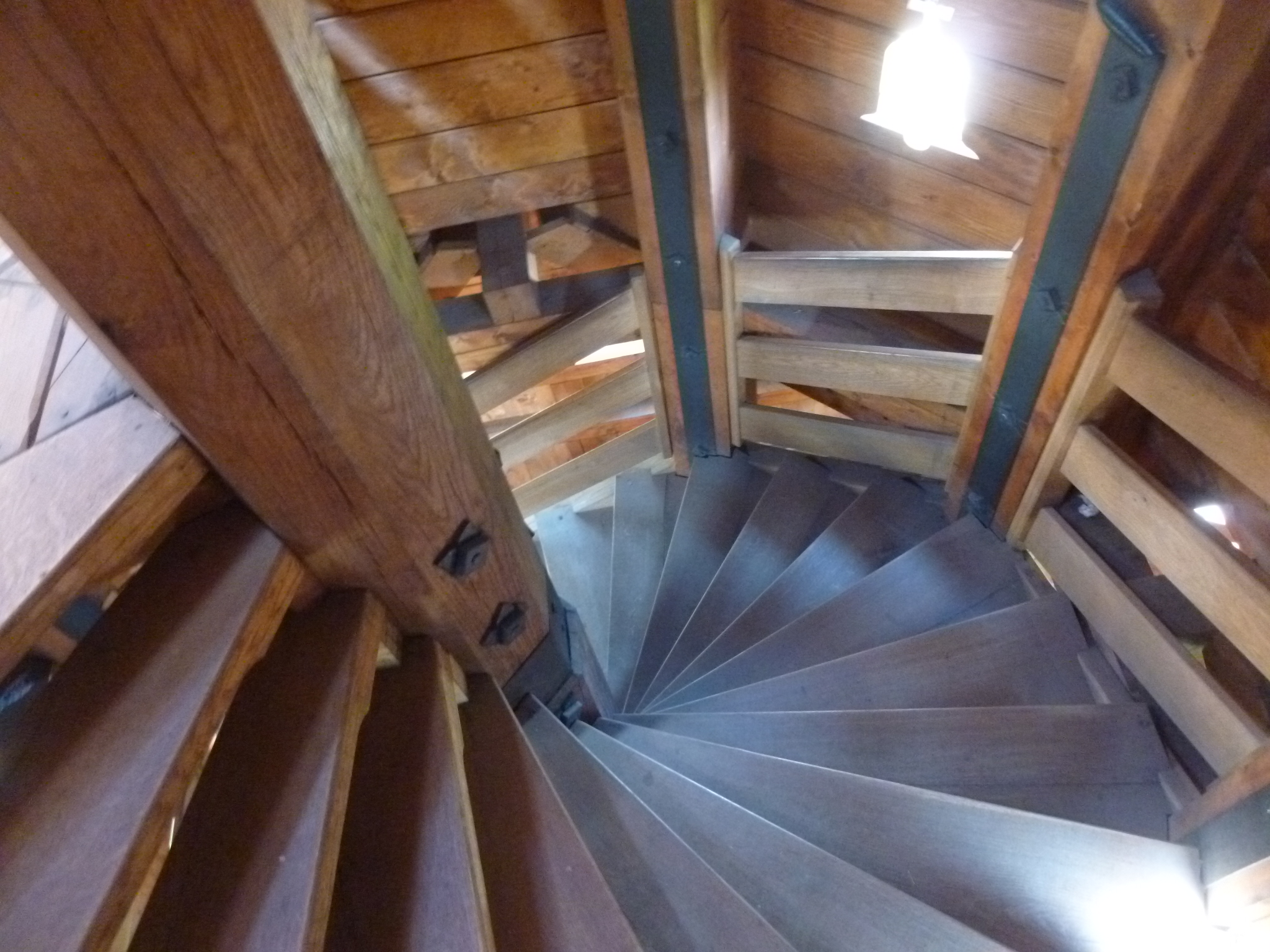
Schody v rozhledně
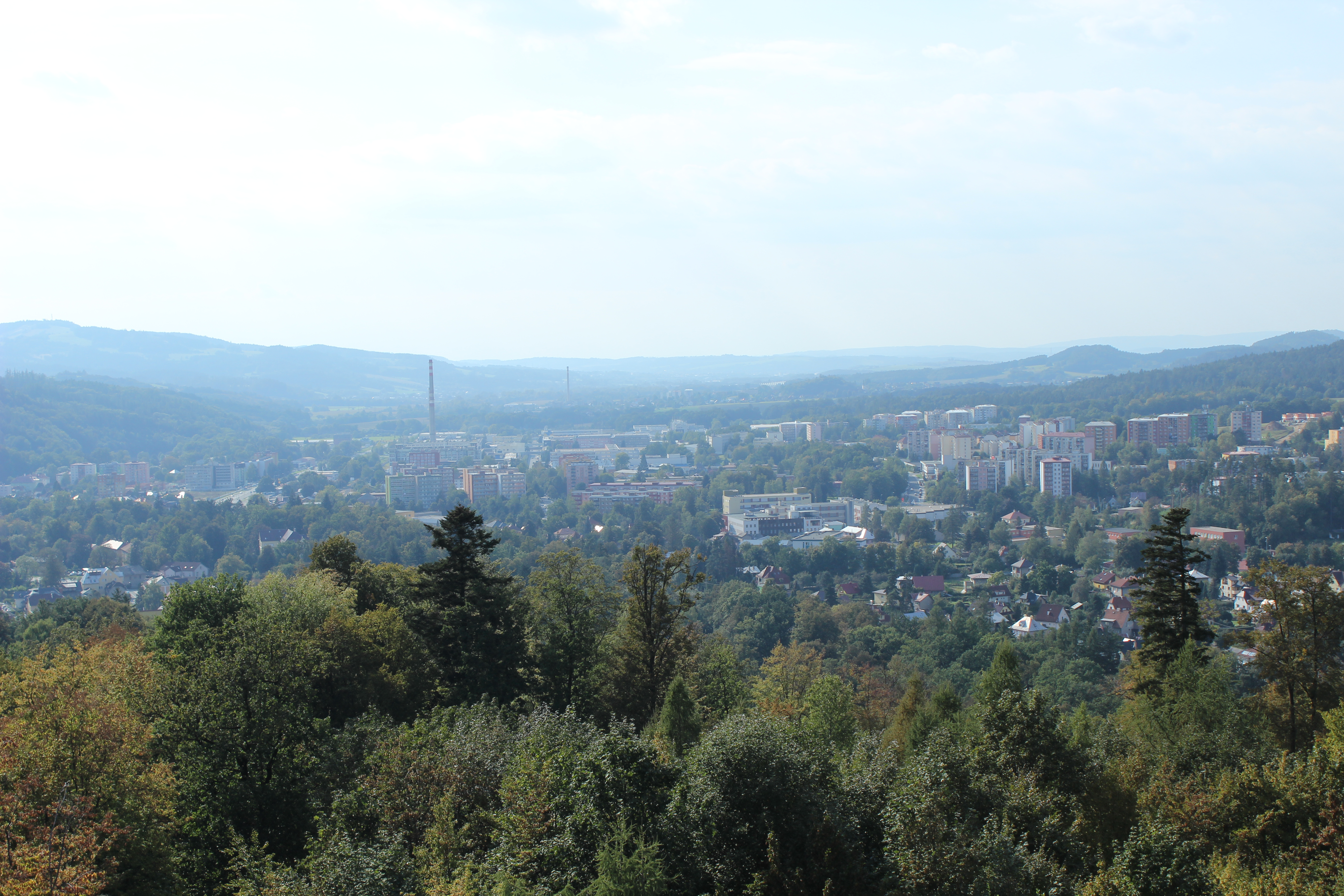
Výhled z Jurkovičovy rozhledny na Rožnov pod Radhoštěm